# Wiki semántica
Una wiki semántica es una wiki que tiene un modelo de conocimiento subyacente descrito en sus páginas. Las wikis regulares, o sintácticas, tienen texto estructurado e hipervínculos sin tipo. Las wikis semánticas, por el contrario, ofrecen la posibilidad de capturar o identificar información acerca de los datos dentro de las páginas y las relaciones entre las páginas, de modo que pueden ser consultados o exportados como una base de datos.
Las wikis semánticas fueron propuestas por primera vez al inicio de la década de 2000, y empezaron a ser implementadas seriamente en torno al 2005. A fecha de 2012, el software de wiki semántica más conocido puede ser Semantic MediaWiki, mientras que la wiki semántica autónoma más conocida puede ser Freebase.

## Características clave

### Notación formal
El modelo de conocimiento que se encuentra en una wiki semántica suele estar disponible en un lenguaje formal, para que las máquinas puedan procesarlos en un modelo entidad-relación o base de datos relacional.
La notación formal puede ser incluida en las propias páginas por los usuarios, como en Semantic MediaWiki, o puede ser derivada de las páginas o los nombres de página o el método de enlazado. Por ejemplo, usando un nombre de página alternativo específico se podría indicar que se pretende un tipo específico de enlace. Esto es especialmente común en las wikis dedicadas a proyectos de código. Debe ser fácil de examinar y corregir, por ejemplo para identificar los problemas en el análisis y en las convenciones introducidas por nuevos usuarios.
En cualquier caso, proporcionar información a través de una notación formal permite a las máquinas calcular nuevos hechos (por ejemplo, relaciones entre páginas) a partir de los hechos representados en el modelo de conocimiento.

### Compatibilidad con la Web Semántica
Las tecnologías desarrolladas por la comunidad de la Web Semántica proporcionan una base para el razonamiento formal sobre el modelo de conocimiento que es desarrollado mediante la importación de estos datos. Sin embargo, también hay una amplia gama de tecnologías que trabajan en DERs o datos relacionales.

## Ejemplo
Imaginemos una wiki semántica dedicada a los alimentos. La página para una manzana contendría, además de información de texto estándar, algunos datos semánticos legibles o al menos intuibles por máquinas. El tipo más básico de los datos sería que una manzana es un tipo de fruta, lo que es conocido como una relación de herencia. Por lo tanto, la wiki sería capaz de generar automáticamente una lista de frutas, simplemente listando todas las páginas que se han etiquetado como de tipo "fruta". Otras etiquetas semánticas en la página de la "manzana" podrían indicar otros datos acerca de las manzanas, incluyendo sus colores y tamaños posibles, información nutricional, sugerencias para servir y así sucesivamente.
Si la wiki exporta todos estos datos en RDF o un formato similar, a continuación, se podrían consultar de un modo similar a una base de datos, para que un usuario o sitio externo pudiesen, por ejemplo, solicitar una lista de todas las frutas que son rojas y se puedan hornear en un pastel.

## Historia
En la década de 1980, antes de que la Web comenzase, había varias tecnologías para procesar enlaces con tipo entre páginas de hipertexto mantenidas colectivamente, tales como NoteCards, KMS and gIBIS. Una amplia investigación fue publicada en estas herramientas por las comunidades de software colaborativo, comunicación mediada por ordenador, hipertexto y trabajo cooperativo asistido por ordenador.
El primer uso conocido del término "Wiki Semántica" fue una publicación de Usenet por Andy Dingley en enero de 2001. Su primera aparición conocida en un documento técnico fue en un documento de 2003 por el investigador austriaco Leo Sauermann.
Muchas de las aplicaciones wiki semánticas existentes se iniciaron a mediados de la década de 2000, incluyendo ArtificialMemory (2004), Semantic MediaWiki (2005), Freebase (2005) y OntoWiki (2006).
En junio de 2006 se celebró la primera reunión dedicada a las wikis semánticas, el taller "SemWiki", co-ubicado con la European Semantic Web Conference en Montenegro. Este taller tuvo lugar anualmente hasta 2010.
El sitio DBpedia, lanzado en 2007, aunque no es un wiki semántica, publica datos estructurados de Wikipedia en formato RDF, que permite la consulta semántica de datos de Wikipedia.
En marzo de 2008, Wikia, la más grande granja wiki del mundo, hizo el uso de Semantic MediaWiki disponible de todos sus wikis, permitiendo así a todos las wikis que alojaban funcionar como wikis semánticas.
En julio de 2010, Google compró Metaweb, la compañía detrás de Freebase.
En abril de 2012, el trabajo empezó en Wikidata, un almacén de datos multi-idioma planificada colaborativamente, basado en Semantic MediaWiki, cuyos datos podrían ser utilizados dentro de los artículos de Wikipedia, así como por el mundo exterior.

## Software de wiki semántica
Hay un número de aplicaciones wiki que proporcionan funcionalidad semántica. Algunas aplicaciones wiki semánticas independientes existen, incluyendo OntoWiki. Otro software de wiki semántica está estructurado como extensiones o plugins para software wiki estándar. El más conocido de ellos es Semantic MediaWiki, una extensión de MediaWiki. SMW+ es un paquete de software que incluye a Semantic MediaWiki.
Algunos motores de wiki estándar también incluyen la posibilidad de añadir enlaces semánticos con tipo a las páginas, incluyendo PhpWiki y Tiki Wiki CMS Groupware.
Freebase, aunque no considerado como un motor de wiki, es una base de datos web con propiedades similares a las wikis semánticas.